# Il principe abusivo
Il principe abusivo è un film del 2013, diretto da Alessandro Siani.
Il film segna l'esordio alla regia di Alessandro Siani, che interpreta anche la parte del protagonista. Del cast fanno parte, oltre a Siani, Sarah Felberbaum, Christian De Sica, Marco Messeri, Serena Autieri, Lello Musella, Nello Iorio e Salvatore Misticone.

## Trama
Letizia è una giovane principessa di un piccolo principato dell'Europa nord-occidentale inappagata e triste, poiché i giornali non parlano di lei e i sudditi tendono a ignorarla. Il re, suo padre, vorrebbe la figlia sposata con il principe Gherets, figlio del re del Belgio, ma Letizia non è convinta, anche perché gli interessi paterni sono esclusivamente finalizzati al conseguimento di affari con la nazione belga. A questo punto il re ordina al Ciambellano di corte, Anastasio, di escogitare una maniera affinché Letizia possa apparire nei rotocalchi e radicarsi al centro del gossip. Il Ciambellano propone un piano per attirare l'attenzione dei giornalisti: la principessa si deve innamorare di una persona estremamente povera, volgare e incolta, rinunciare alla corona e fidanzarsi, dopodiché, la sera prima del matrimonio, far fotografare il "fidanzato" in compagnia di una escort e far saltare le nozze; seppur con un po' di titubanza, sia il re sia la principessa accettano il piano. A questo punto, il Ciambellano scova il "soggetto ideale", ossia il napoletano Antonio De Biase, un giovane squattrinato cronico, proveniente da uno dei quartieri più disagiati della città partenopea, che lavora come cavia volontaria per i test di case farmaceutiche e campa di scrocco proverbiale, partecipando alle inaugurazioni di pizzerie, gelaterie ed enoteche per mangiare gratis, fino a fingersi ausiliario del traffico. Il Ciambellano lo fa ricoverare presso la clinica del regno, per dei test sui medicinali, cosicché nel giro di poco tempo, Antonio si trova a cospetto di Letizia. In un mondo in cui i pregiudizi dei ricchi nei confronti dei poveri sono radicati e difficili da estirpare, per il giovane povero l'unica possibilità per rimanere a Corte è quella di seguire i consigli del Ciambellano di corte Anastasio. Inizialmente il complesso carattere di Antonio non combacia con il tentativo di educazione di Anastasio e il giovane partenopeo causa parecchi problemi all'interno del regno. I ruoli tra mentore e allievo sono però destinati a rovesciarsi quando Anastasio si innamora della fruttivendola Jessica, cugina di Antonio. Il Ciambellano avrà bisogno di suggerimenti per mischiarsi al popolo. Parte così un doppio apprendistato, con esiti imprevedibili. Alla fine Antonio, dopo aver imparato ad esser più educato e garbato, riesce a conquistare il cuore di Letizia tanto da farla trasferire a Napoli, dove i due festeggiano il loro amore imbucandosi in un matrimonio insieme al Ciambellano e Jessica, che si fanno passare per cantanti neo-melodici napoletani.

## Produzione
Le riprese del film, iniziate il 3 luglio 2012, sono durate 9 settimane e hanno toccato Merano, Roma e Napoli.

## Riconoscimenti
- 2013 - David di Donatello
  - Nomination Premio David giovani a Alessandro Siani
- 2014 - Bastia Italian Film Festival
  - Nomination Gran Premio della Giuria a Alessandro Siani

## Promozione
Il trailer del film è stato diffuso online il 9 gennaio 2013.

## Distribuzione
Il film è uscito in sala il 14 febbraio 2013.

## Accoglienza e incassi
Il film ha riscosso molto successo al botteghino, totalizzando 4,2 milioni di euro di incassi nei primi 4 giorni (un totale di circa 8 000 euro per sala), che gli hanno permesso di conquistare il titolo di miglior incasso del 2013, precedentemente attribuito a Django Unchained per poi essere superato a novembre da Sole a catinelle. Al 18 luglio 2013 ha incassato in totale in Italia 14 341 972 €.
In tutto il mondo, ha incassato 18,6 milioni di euro.